# Tom McBreen
Thomas „Tom“ Sean McBreen (* 31. August 1952 in Spokane, Washington) ist ein ehemaliger Schwimmer aus den Vereinigten Staaten, der bei Olympischen Spielen eine Bronzemedaille und bei Panamerikanischen Spielen eine Silbermedaille gewann.

## Karriere
Tom McBreen schwamm für die University of Southern California und für den Golden Gate Aquatic Club. 1971 und 1972 war er Meister der Amateur Athletic Union über 400 Meter Freistil.
Die 4-mal-200-Meter-Freistilstaffel der Vereinigten Staaten in der Besetzung Gary Hall, Mark Lambert, Tom McBreen und John Kinsella stellte 1970 in Tokio einen Weltrekord mit 7:48,0 Minuten auf. Bei den Panamerikanischen Spielen 1971 in Cali verbesserte eine US-Staffel ohne McBreen diesen Weltrekord. McBreen schwamm in Cali die 1500 Meter Freistil und belegte den zweiten Platz hinter seinem Landsmann Pat Miles. Wenige Wochen später stellte Tom McBreen in 4:02,1 Minuten einen neuen Weltrekord über 400 Meter Freistil auf, der nach einem halben Jahr vom Australier Brad Cooper unterboten wurde. Im September 1971 verbesserten Jerry Heidenreich, Tom McBreen, Mark Spitz und Frederick Tyler in Minsk den Weltrekord in der 4-mal-200-Meter-Freistilstaffel auf 7:43,3 Minuten.
Bei den Olympischen Spielen 1972 in München qualifizierte sich die 4-mal-200-Meter-Freistilstaffel mit Gary Conelly, Tom McBreen, Mike Burton und John Kinsella in 7:46,2 Minuten als Vorlaufschnellste für das Finale. Im Endlauf schwammen John Kinsella, Frederick Tyler, Steven Genter und Mark Spitz in 7:35,78 Minuten neuen Weltrekord. Schwimmer, die nur im Staffelvorlauf eingesetzt wurden, erhielten bis 1980 keine Medaille. Am Tag nach der Staffelentscheidung fand der Wettbewerb über 400 Meter Freistil statt. Mit Rick DeMont, Steven Genter und Tom McBreen erreichten alle drei Schwimmer aus den Vereinigten Staaten das Finale. Im Endlauf schlug DeMont eine Hundertstelsekunde vor dem Australier Brad Cooper an. Steven Genter wurde Dritter und Tom McBreen Vierter. Rick DeMont wurde zwei Tage später wegen Einnahme eines auf der Dopingliste stehenden Medikaments disqualifiziert, wodurch alle anderen Schwimmer einen Platz aufrückten.
Der sehbehinderte McBreen praktizierte nach dem Abschluss seines Medizinstudiums als Facharzt für Familienmedizin.